# Saint-Maurice-la-Clouère
Saint-Maurice-la-Clouère település Franciaországban, Vienne megyében. Lakosainak száma 1310 fő (2022. január 1.). Saint-Maurice-la-Clouère Brion, Gençay, Gizay, Marnay, Saint-Laurent-de-Jourdes és Vernon községekkel határos.

## Népesség
A település népessége az elmúlt években az alábbi módon változott:
| Lakosok száma | 1275 | 1312 | 1363 | 1312 | 1306 | 1299 | 1305 | 1302 | 1310 |
|               | 2013 | 2015 | 2016 | 2017 | 2018 | 2019 | 2020 | 2021 | 2022 |